# Babylon Blues
Babylon Blues var ett rockband från Malmö som bildades av Stry Terrarie när han lämnade Imperiet 1984. Gruppen var verksam mellan 1984 och 1987. Stry Terrarie turnerade som "Stry & Babylon blues" mellan 1988 och 1992. Det släpptes en singel och en skiva under samma namn 1989 men då med en helt annan uppsättning.

## Medlemmar
- Stry Terrarie, Sång och gitarr
- Mikael Vestergren, Gitarr
- Michael Bryder, Bas
- Peter Strauss, Trummor
- Stefan Björk, Bas
- Sticky Bomb, Trummor

## Diskografi
- Har vi inte grävt för många hål?, singel 1985
- Gunga bergets topp, singel 1986
- Labyrintens hjärta, LP 1986
- Jesus eller djävulen, 12"-singel 1986
- Utanför eden, LP 1987
- Känsligt guld, singel 1987
- 15 1/2, 12"-singel 1988
- Stry & Babylon Blues, LP/CD 1989
- Glädje kan va danska barer, promosingel 1989
- Babylon blues 1985, CD 2002